# Tepłycia
Tepłycia (ukr. Теплиця) – wieś na Ukrainie, w obwodzie odeskim, w rejonie bołgradzkim, siedziba hromady. W 2001 liczyła 1672 mieszkańców, głównie rosyjskojęzycznych.